# Szyrokołaniwka
Szyrokołaniwka (ukr. Широколанівка) – wieś na Ukrainie, w obwodzie mikołajowskim, w rejonie mikołajowskim, w hromadzie Stepowe. W 2001 liczyła 1833 mieszkańców, spośród których 1733 wskazało jako ojczysty język ukraiński, 70 rosyjski, 24 mołdawski, 4 romski, a 2 inny. Po utworzeniu nosiła nazwę Landau.

## Urodzeni
- Michael Seifert